# Dagsås
Dagsås is een plaats in de gemeente Varberg in het landschap Halland en de provincie Hallands län. De plaats heeft 52 inwoners (2005) en een oppervlakte van 23 hectare. De plaats ligt aan het meer Ottersjön en wordt omringd door zowel landbouwgrond als bos. In de plaats staat de kerk Dagsås kyrka, oorspronkelijk stond er een in de 13de eeuw gebouwde kerk in de plaats, maar deze brandde af in 1912. De stad Varberg ligt zo'n vijfentwintig kilometer ten noordwesten van het dorp.